# 정주 박씨
정주 박씨(貞州朴氏)는 개성시 개풍구역을 본관으로 하는 한국의 성씨이다. 시조는 후백제 견훤의 사위이자, 고려 정종의 비인 문공왕후와, 문성왕후의 아버지인 박영규이다.

## 참고 자료
- “정주박씨(貞州朴氏)”. 뿌리를 찾아서.[깨진 링크(과거 내용 찾기)]